# Carlos Arcos Cabrera
Carlos Arcos Cabrera (Quito, 1951) es un sociólogo y escritor ecuatoriano.
Inició su carrera literaria con la novela Un asunto de familia, publicada en 1997 por Editorial El Conejo. La obra, con la que logró catapultarse en la escena literaria local, narra la relación incestuosa entre dos hermanos gemelos en el Ecuador de la década de los 90.
Sus siguientes novelas: Vientos de agosto (2003) y El invitado (2007), fueron galardonadas con el Premio Joaquín Gallegos Lara a la mejor novela publicada en sus respectivos años.
En 2016 publicó la novela Saber lo que es olvido, en la que explora la memoria de la Guerra civil española y la dictadura de Augusto Pinochet a través de la relación amorosa entre una estudiante de literatura y una pintora.
Arcos Cabrera también ha incursionado en la literatura juvenil, iniciándose en el campo con la novela Memorias de Andrés Chiliquinga (2013), que obtuvo una mención de honor en la primera edición del Premio Nacional Jorge Icaza y fue un éxito en ventas. A ésta le siguieron Para guardarlo en secreto (2015) y El hombre-pez y las tablillas de la memoria (2016), en que explora la sociedad y costumbres de la comunidad precolombina Jama-Coaque.

## Obra
Novelas
- Un asunto de familia (1997)
- Vientos de agosto (2003)
- El invitado (2007)
- Saber lo que es olvido (2016)

Literatura juvenil
- Memorias de Andrés Chiliquinga (2013)
- Para guardarlo en secreto (2015)
- El hombre-pez y las tablillas de la memoria (2016)